# Carlos Villanueva Rolland
Carlos Villanueva, född 5 februari 1986 i Viña del Mar, är en chilensk fotbollsspelare i Al Shabab.

## Karriär

### Audax Italiano
Villanueva debuterade för Audax Italiano 2004 och har sedan dess långsamt växt till en allt viktigare spelare för laget. Under Copa Libertadores 2007 var han en viktig playmaker för sitt lag.

### Blackburn Rovers
Den 2 augusti 2008 bekräftades att engelska klubben Blackburn Rovers i Premier League hade kommit överens med Audax Italiano om att låna Villaneuva en säsong med option att göra affären permanent. Han och Blackburn är redan överens om ett tre-års kontrakt om nu Blackburn utnyttjar optionen.

## Landslaget
Villanueva debuterade i det chilenska landslaget 2007 och gjorde sitt första mål i en match mot Ecuador i Copa América 2007. Chile vann matchen med 3-2.